# تل كردي
تل كردي بلدة صغيرة في محافظة ريف دمشق تقع بين مدينتي دوما وعدرا تبعد عن مدينة عدرا 8 كم وعن مدينة دوما 15 كم وعن بلدة الريحان 5 كم.
تتوسط مجموعة من القرى في ريف دمشق مثل ميدعا وتل الصوان وحوش الفارة والصيغرية .